# Кастальське джерело
38°28′59″ пн. ш. 22°30′20″ сх. д. / 38.4830555556° пн. ш. 22.5055555556° сх. д.
Кастальське джерело (грец. Κασταλία πηγή) — священне джерело біля Дельфів, в одній з ущелин Парнасу, присвячене Аполлонові та музам: стародавні вірили, що це джерело надихало поетів, а прочани очищалися в ньому від своїх гріхів. За давньогрецьким міфом німфа Касталія була перетворена на джерело Аполлоном, що її переслідував.
У переносному сенсі «Кастальське джерело» означає «джерело натхнення».